# Зелёное (Старобешевский район)
Зелёное (укр. Зелене) — село на Украине, находится в Старобешевском районе Донецкой области. Под контролем самопровозглашённой Донецкой Народной Республики.

## География
В Донецкой области имеются ещё 4 одноимённых населённых пункта, в том числе село Зелёное в соседнем Амвросиевском районе.

#### Соседние населённые пункты по странам света
СВ, С: Войково
СЗ: город Комсомольское
З: Весёлое
В: Новозарьевка
ЮЗ: Раздольное, Василевка
ЮВ: Воровское
Ю: —

## Население
Население по переписи 2001 года составляло 67 человек.

## Общие сведения
Код КОАТУУ — 1424583506. Почтовый индекс — 87200. Телефонный код — 6253.

## Адрес местного совета
87253, Донецкая область, Старобешевский р-н, с. Новозарьевка, ул. Школьная, 1в